# Fritz Löhner-Beda

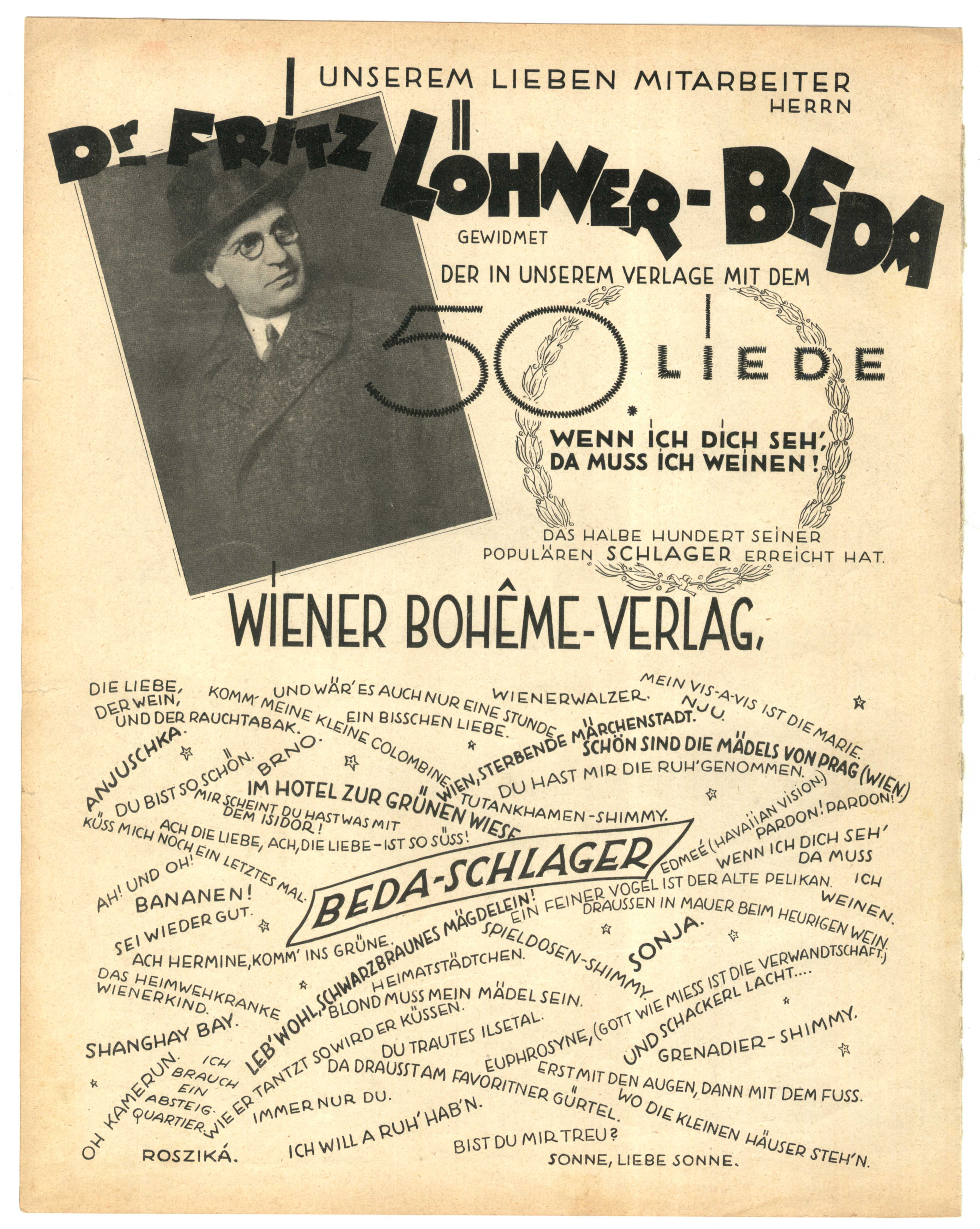
Gedenkblatt von 1923 aus Anlass seines 50. Schlagers

Fritz Löhner, geboren als Bedřich [tschechisch für Friedrich] Löwy; auch Fritz Lohner, Pseudonym Beda, nannte sich mitunter Löhner-Beda (* 24. Juni 1883 in Wildenschwert, Böhmen; † 4. Dezember 1942 im KZ Auschwitz III Monowitz), war ein österreichischer Librettist, Schlagertexter und Schriftsteller. Viele seiner Werke sind noch heute ungleich bekannter als Löhner-Beda selbst.

## Leben
Im Jahr 1888 zog die Familie Löwy nach Wien. 1896 änderte sie ihren Namen in „Löhner“. Fritz Löhner-Beda studierte nach der Matura am Wiener Gymnasium Kundmanngasse an der Wiener Universität Rechtswissenschaften bis zur Promotion und arbeitete ab 1908 auch einige Zeit in einer Wiener Anwaltskanzlei. Während seines Studiums wurde er Mitglied der jüdischen Studentenverbindung Kadima Wien. Er war ein hervorragender Fußballspieler und 1909 Gründungsmitglied und erster Präsident des Wiener Sportklubs Hakoah. Der Verein ernannte ihn später zum Ehrenmitglied.

### Wirken als Schriftsteller

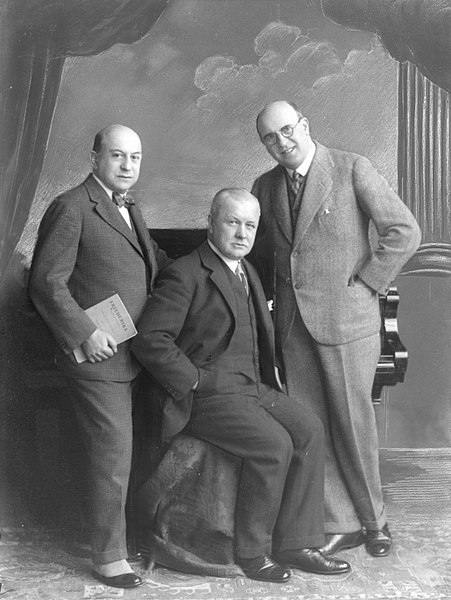
Ludwig Herzer, Franz Lehár und Fritz Löhner, um 1927

1910 wurde er freier Schriftsteller. Seine Leidenschaft galt der „leichten Dichtkunst“. Er schrieb zahlreiche Satiren, Sketche, Gedichte und Schlagertexte sowie zahlreiche Beiträge für Zeitungen wie die Wiener Sonn- und Montags-Zeitung. Dabei veröffentlichte er meist unter dem Pseudonym „Beda“, der Kurzform von „Bedřich“, der tschechischen Form von „Friedrich“. 1913 begegnete er Franz Lehár.
Zu Beginn des Ersten Weltkriegs textete er patriotisch Rosa, wir fahr’n nach Lodz zum Soldatenlied um, dann schrieb er 1916 für Franz Lehár das Operettenlibretto Der Sterngucker. 1918 wurde Löhner im Alter von 34 Jahren eingezogen. Er erreichte zwar den Offiziersrang, blieb aber nach seinen Kriegserlebnissen zeitlebens Antimilitarist.
In den 1920er-Jahren wurde Löhner zu einem der meistgefragten Librettisten und Schlagertexter Wiens. Auf Vermittlung seiner damaligen Freundin Friedl Weiss verhalf er 1922 Hans Moser zu seinem Durchbruch als Schauspieler in Wien, indem er für ihn auf seine Bitte hin den Solo-Einakter Ich bin der Hausmeister vom Siebenerhaus schrieb. In Zusammenarbeit mit Fred Raymond und Ernst Neubach entstand das Lied Ich hab‘ mein Herz in Heidelberg verloren, das auch noch nach dem nächsten Krieg mit den ehemaligen amerikanischen Soldaten um die Welt wandern sollte.
Ab 1927 arbeitete er auch für das „Jüdisch-Politische Cabaret“ Oscar Tellers.
Zusammen mit Ludwig Herzer als Co-Autor, Franz Lehár als Komponisten und Richard Tauber als Sänger schuf er die Operetten Friederike (1928), Das Land des Lächelns (1929), Schön ist die Welt (1930) und, mit Paul Knepler als Co-Autor, Giuditta (1934; von Lehár später dem Diktator Benito Mussolini gewidmet). Mit seinem Freund Alfred Grünwald als Co-Autor und Paul Abraham als Komponisten entstanden Viktoria und ihr Husar (1930), Die Blume von Hawaii (1931), Ball im Savoy (1932) und Märchen im Grand Hotel (1934).
1934 wurde Löhner Vizepräsident der österreichischen Gesellschaft der Autoren, Komponisten und Musikverleger.
Ebenfalls 1934 geriet er – durch Denunziation – in das besondere Blickfeld des damaligen „Reichsdramaturgen“ Rainer Schlösser. In einem umfangreichen Aktenvermerk gab er den Inhalt der Denunziation an Joseph Goebbels weiter: „… der sicherem Verlauten nach Wiener Zionistenführer und gleichzeitig Organisator des Jüdischen Schutzbundes in Wien ist.“

### Deportation und Ermordung

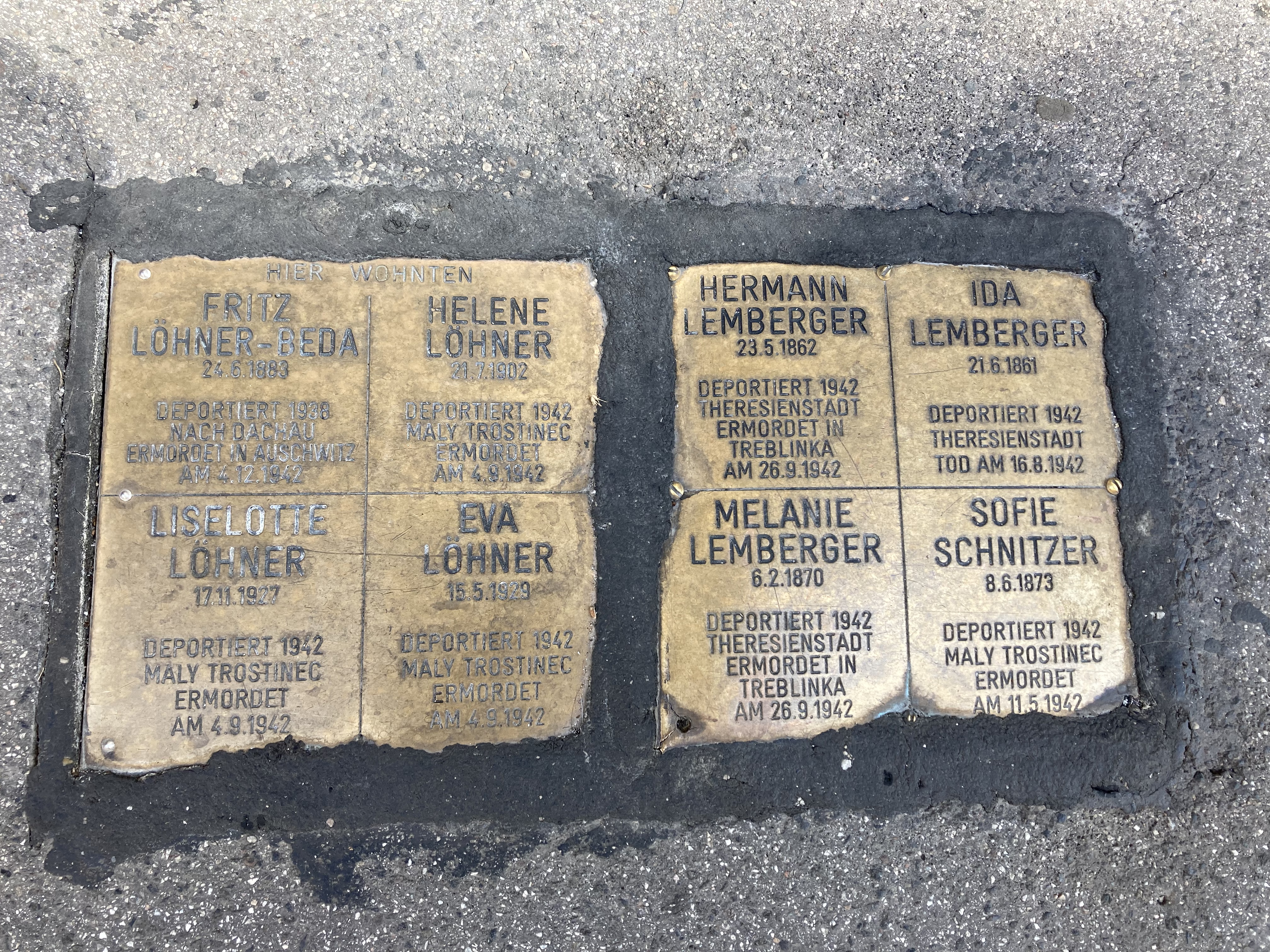
Stolperstein, Lange Gasse 46, 8. Bezirk in Wien

Am 13. März 1938, nach anderen Quellen am 14. März 1938, einen Tag bzw. zwei Tage nach dem Anschluss Österreichs an das nationalsozialistische Deutsche Reich wurde Löhner-Beda verhaftet und mit dem ersten „Prominententransport“ am 1. April 1938 in das KZ Dachau verschleppt.
Am 23. September 1938 wurde er ins KZ Buchenwald deportiert. Dort verfasste er Ende 1938 den Text für das Buchenwaldlied, der gleichfalls verschleppte Komponist Hermann Leopoldi komponierte die Melodie dazu.
Es gibt Vorwürfe gegen Lehár, er hätte etwas für Löhner-Beda tun sollen und können, habe aber nichts unternommen. Andererseits schrieb Peter Herz in seiner Autobiografie, Lehár sei eigens nach Berlin gefahren und habe Hitler gebeten, sich für die Freilassung Löhner-Bedas einzusetzen. Dafür gibt es allerdings keine dokumentarischen Belege. Lehár selbst gab nach dem Zweiten Weltkrieg in einem Gespräch mit Peter Edel an, er habe vom Schicksal Löhner-Bedas nichts gewusst. Lehár war mit einer Jüdin verheiratet und daher in einer prekären Position. In einem Bericht der Linzer Straßennamenkommission heißt es, die Frage, ob Lehár für Löhner-Beda interveniert habe, sei nicht eindeutig geklärt. Man gehe heute tendenziell eher davon aus, dass das nicht geschehen sei. Für seinen jüdischen Librettisten Victor Léon und dessen Ehefrau sowie andere jüdische Bekannte hat er sich allerdings erfolgreich eingesetzt.
Am 17. Oktober 1942 wurde Löhner-Beda nach Auschwitz transportiert. Während der Zeit, in der er im Buna-Werk der IG Farben AG Zwangsarbeit leisten musste, schrieb er noch das Buna-Lied. Am 4. Dezember 1942 wurde er in der Fabrik erschlagen, nachdem eine Gruppe inspizierender I.G.-Farben-Direktoren – es handelte sich um Walter Dürrfeld, Otto Ambros, Fritz ter Meer, Carl Krauch und Heinrich Bütefisch – die Arbeitsleistung des erkrankten 59-Jährigen bemängelt hatte. Die Umstände der Ermordung beschreibt Raul Hilberg in seinem Buch Die Vernichtung der europäischen Juden nach der eidesstattlichen Aussage des überlebenden Mithäftlings Raymond van den Straaten, Nürnberg 1947:

„Einer der Direktoren wies auf Dr. Löhner-Beda und sagte zu seinem SS-Begleiter: ‚Diese Judensau könnte auch rascher arbeiten.‘ Darauf bemerkte ein anderer I.G.-Direktor: ‚Wenn die nicht mehr arbeiten können, sollen sie in der Gaskammer verrecken.‘ Nachdem die Inspektion vorbei war, wurde Dr. Löhner-Beda aus dem Arbeitskommando geholt, geschlagen und mit Füßen getreten, daß er als Sterbender zu seinem Lagerfreund zurückkam und sein Leben in der I.G.-Fabrik Auschwitz beendete.“

Unmittelbarer Mörder Löhner-Bedas war sehr wahrscheinlich der Kapo Josef Windeck. Bei dessen späterem Prozess erachtete jedoch das Gericht die Beweislage in diesem Todesfall als nicht hinreichend für eine Verurteilung.
Der Psychiater und KZ-Überlebende Viktor Frankl veröffentlichte 1946 einen Erfahrungsbericht, dessen Titel … trotzdem Ja zum Leben sagen an das Buchenwaldlied gemahnt.

### Familie
1918 heiratete Löhner Anna Akselradi (* 1894 in Krakau). Der gemeinsame Sohn Bruno wurde 1917 geboren und wuchs bei der Mutter auf. Die Ehe wurde 1925 geschieden.
1925 heiratete er Helene Jellinek (* 17. November 1902) und hatte mit ihr zwei Töchter: Liselotte (* 17. November 1927) und Evamaria (* 15. Mai 1929). Die Familie lebte in der Wiener Josefstadt, Lange Gasse 46.
Helene widmete er den Text des Liedes Dein ist mein ganzes Herz und schenkte ihr die 1932 gekaufte Villa Felicitas in Bad Ischl, die meist Schratt-Villa genannt wird, nach der Schauspielerin Katharina Schratt. Nach Löhners Verhaftung wurde Helene schrittweise enteignet, am 31. August 1942 mit ihren beiden Töchtern, nun dreizehn und vierzehn Jahre alt, nach Minsk deportiert und am 5. September 1942 im Vernichtungslager Maly Trostinez zusammen mit ihren Töchtern in Gaswagen ermordet.

## Ehrungen
- 1960 wurde die Löhnergasse in Wien-Meidling nach Fritz Löhner-Beda benannt.
- 2015 erhielt eine neue Straße in Bad Ischl den Namen Fritz-Löhner-Beda-Straße.[28]
- Hubert von Goisern erzählte die Lebensgeschichte Fritz Löhner-Bedas in seinem Lied Freunde ... (2020).[29]

## Werke (Auswahl)

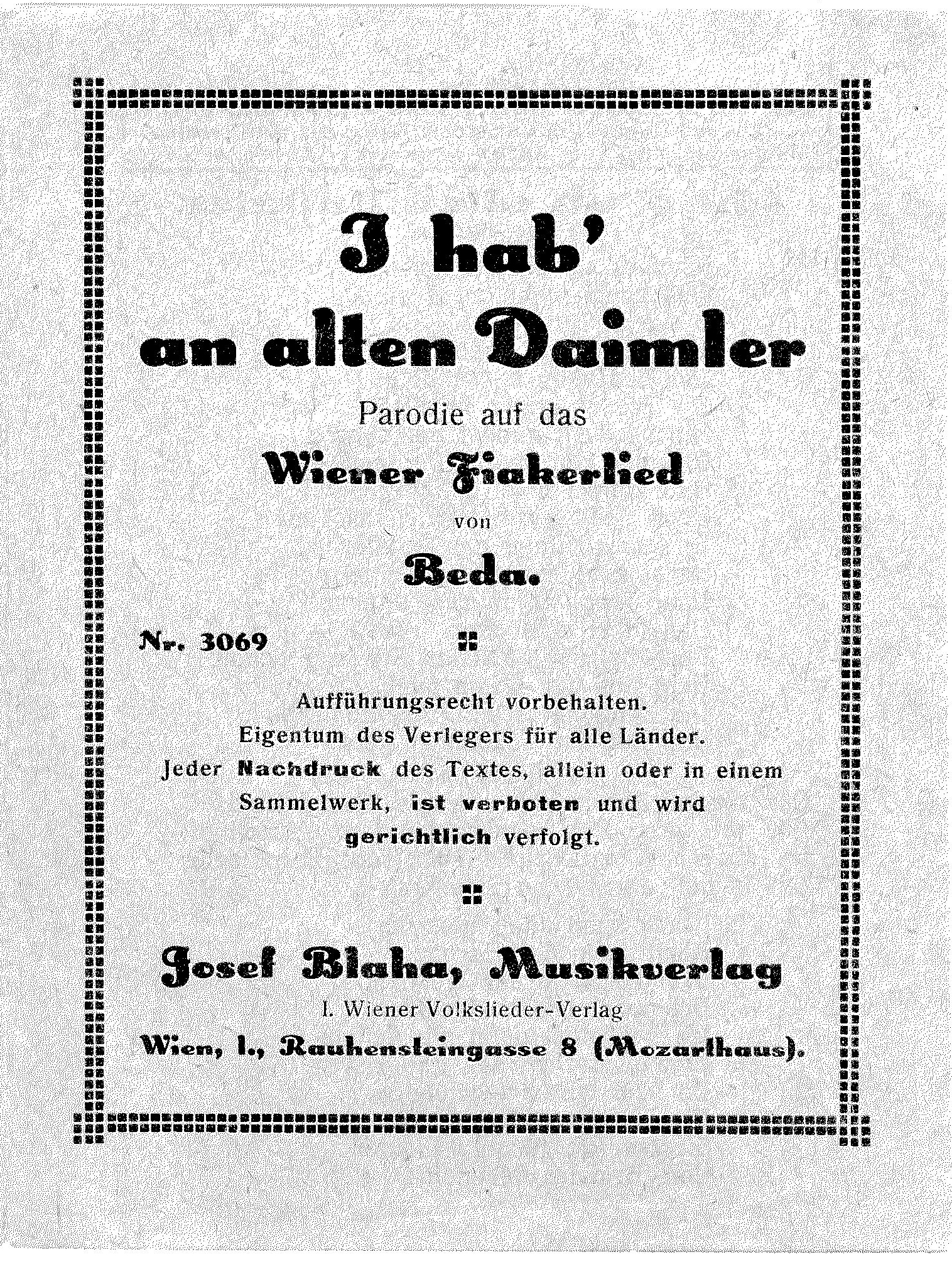
Notenausgabe von I hab’ an alten Daimler

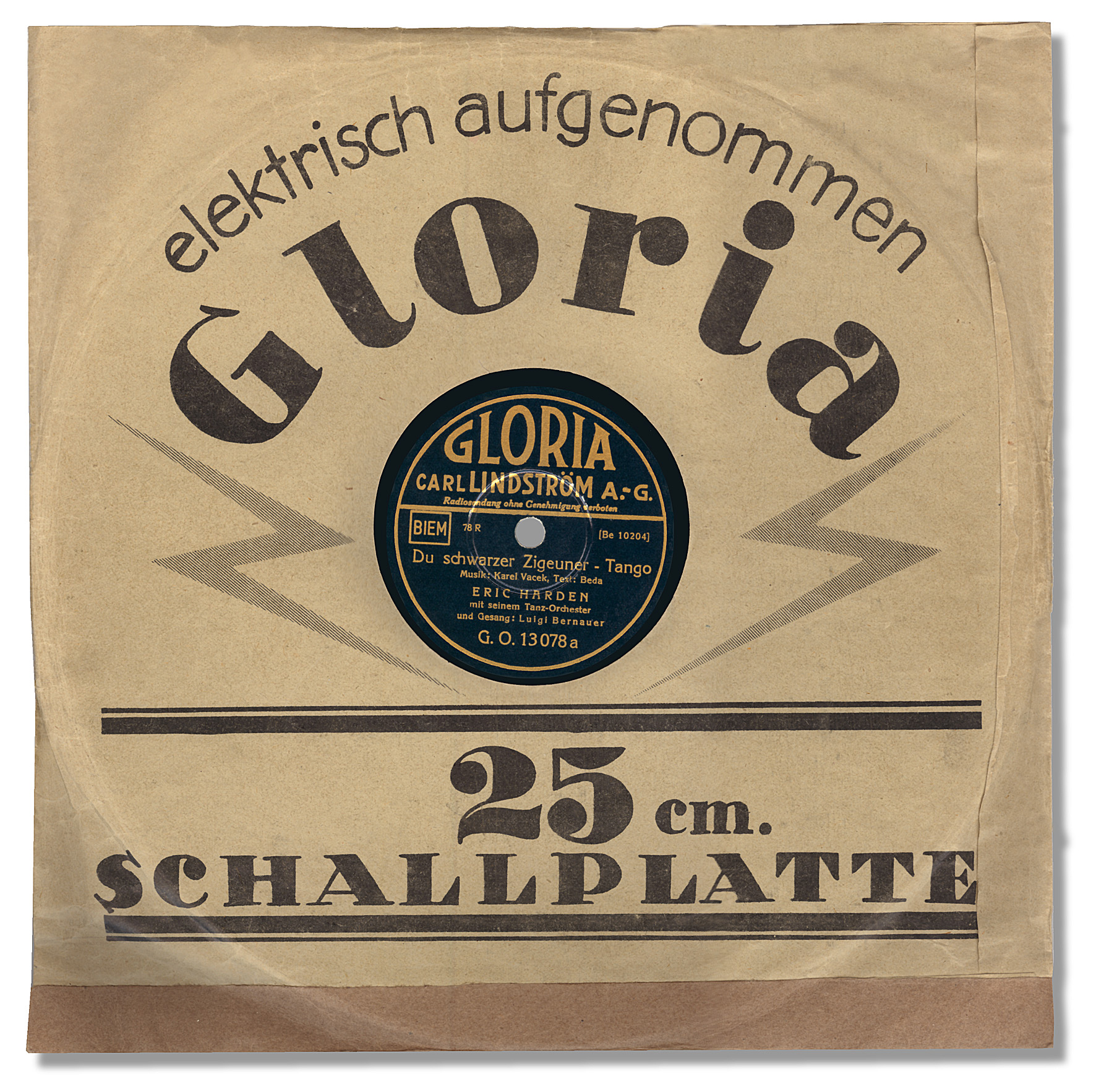
Schallplatte der deutschen Carl Lindström AG mit dem Tango Du schwarzer Zigeuner

### Bühnenwerke (Operetten)
- Der fromme Silvanus (3. November 1910, Musik: Leo Ascher, UA.: Kabarett Fledermaus, Wien)
- Rampsenit (1910, Musik: Leo Ascher)
- Das Salonfräulein (1910, Musik: Leo Ascher)
- Die keusche Suzanne (1910, Musik: Leo Ascher)
- Das verdeckte Gesicht (1912, UA.: Kabarett Fledermaus, Wien)
- Entente Cordiale (1912, UA.: Kabarett Fledermaus, Wien)
- So wird's gemacht (1913, mit: Robert Blum, Musik: Richard Haller, UA: Kabarett Fledermaus, Wien)
- Der Sterngucker (1916, Musik: Franz Lehár)
- Ich hab’ mein Herz in Heidelberg verloren (1927, mit Ernst Neubach und Bruno Hardt-Warden, Musik: Fred Raymond)
- Friederike (1928, Musik: Franz Lehár)
- Das Land des Lächelns (1929, Musik: Franz Lehár)
- Viktoria und ihr Husar (1930 mit Alfred Grünwald, Musik: Paul Abraham)
- Frühling im Wienerwald (1930, mit Fritz Lunzer, Musik: Leo Ascher)
- Schön ist die Welt (1930, Musik: Franz Lehár)
- Die Blume von Hawaii (1931 mit Alfred Grünwald, Musik: Paul Abraham)
- Ball im Savoy (1932 mit Alfred Grünwald, Musik: Paul Abraham)
- Rosen im Schnee (1932/33 mit Bruno Hardt-Warden, Musik: Heinrich Strecker und Oskar Jascha)
- Die Katz’ im Sack! (1933, Musik: Michael Eisemann)
- Giuditta (1934 mit Paul Knepler, Musik: Franz Lehár)
- Märchen im Grand-Hotel, (1934 mit Alfred Grünwald, Musik: Paul Abraham)
- Der Prinz von Schiras, (1934 mit Ludwig Herzer, Musik: Joseph Beer)
- Dschainah, das Mädchen aus dem Tanzhaus (1935 mit Alfred Grünwald, Musik: Paul Abraham)
- Auf der grünen Wiese (1936 mit Hugo Wiener nach einer tschechischen Vorlage von Vladimír Tolarski, Musik: Jara Beneš)
- Polnische Hochzeit (1937 mit Alfred Grünwald, Musik: Joseph Beer)

### Film
- 1920: Lasset die Kleinen zu mir kommen …!
- 1928: Sechs Mädchen suchen Nachtquartier
- 1931: Er und sein Diener (Drehbuch)

### Schlager
- I hab’ an alten Daimler (Parodie auf das Wiener Fiakerlied, Musik: Gustav Pick)
- Leb wohl, schwarzbraunes Mägdelein (Musik: Ralph Erwin 1922)
- Ein feiner Vogel ist der alte Pelikan! (Foxtrot, Musik: Ralph Erwin 1923)
- Wiedersehen (Valse boston, Musik: Ralph Erwin 1923)
- Sonne, liebe Sonne, schenk mir einen Strahl (Musik: Ralph Erwin 1923)
- L’Origan (Double-Foxtrot, Musik: Ralph Erwin 1924)
- Frühlingstraum (Foxtrot-Serenade, Musik: Ralph Erwin 1923)
- Wenn ich Dich seh, da muß ich weinen (Shimmy, Musik: Artur M. Werau 1923)
- Die Blanka, ja die Blanka (Foxtrot, Musik: Jara Benes 1924)
- Oh Katharina. Onestep-Schlager. Musik: Richard Fall. 1924.
- Die große Welt (Wanderlied, Musik: Ralph Erwin 1925)
- Im Ural fiel auf’s Eis (Russischer Foxtrot, Musik: Ralph Erwin 1926)
- Trink und schließ die Augen zu! (Lied und Blues, Musik: Ralph Erwin 1927)
- Du bist die Frau, von der ich träume (Lied und Tango, Musik: Ralph Erwin 1931)
- In der Bar zum Krokodil (Onestepp; Musik: Willy Engel-Berger; gesungen u. a. von Paul O’Montis und den Comedian Harmonists)
- Du schwarzer Zigeuner (Tango; Adaption von Cikánka von Karel Vacek)
- Laila (Tango; Musik: Adolf Dauber, 1960 durch die Version der „Regento Stars“ bekanntgeworden.)
- Drunt’ in der Lobau (Musik: Heinrich Strecker)
- Ausgerechnet Bananen! (deutscher Text von Yes! We Have No Bananas von Frank Silver und Irving Cohn)
- Ich hab’ mein Herz in Heidelberg verloren (zusammen mit Ernst Neubach, Musik: Fred Raymond)
- Oh, Donna Clara (Tango; Musik: Jerzy Petersburski)
- Wo sind deine Haare, August? (Foxtrott; Musik: Richard Fall)
- Was machst du mit dem Knie, lieber Hans? (Paso Doble; Musik: Richard Fall)
- Dein ist mein ganzes Herz (aus Das Land des Lächelns; zitiert im gleichnamigen Rocksong von Heinz Rudolf Kunze)
- Freunde, das Leben ist lebenswert (aus Giuditta)
- Meine Lippen, sie küssen so heiß (aus Giuditta)
- Liebe Katharina, komm zu mir nach China! (Lied und Foxtrott; Musik: Richard Fall)

### Weitere Veröffentlichungen
- Getaufte und Baldgetaufte (Satiren). Wien 1908 (Inhaltsverzeichnis)
- Israeliten und andere Antisemiten (Satiren). Huber & Lahme, Wien 1909 (Inhaltsverzeichnis)
- Die milde Marie und andere Gemeinheiten (Satiren und Chansons). Bondy, Berlin 1910
- Neue Satiren. 1912
- Der Gerüchterstatter und anderes. Löwit-Verlag, Wien 1915 (Inhaltsverzeichnis)
- Wie man sich trefft im Ampezzotal. Löwit-Verlag, Wien 1916 (Inhaltsverzeichnis)
- Bomben und Granaten (Sammlung satirisch-humoristischer Gedichte). Wiener Sonn- und Montagszeitung / Steinmann, Wien 1916
- Die Muse im Negligee. Löwit-Verlag, Wien 1919
- Ecce ego! (Lieder und Gedichte). Löwit-Verlag, Wien 1920 (Inhaltsverzeichnis)